# Mesembrina asternopleuris
Mesembrina asternopleuris är en tvåvingeart som beskrevs av Fan 1992. Mesembrina asternopleuris ingår i släktet Mesembrina och familjen husflugor.
Artens utbredningsområde är Sichuan (Kina). Inga underarter finns listade i Catalogue of Life.